# الاینس بوتس
الاینس بوتس (انگلیسی: Alliance Boots) شرکت داروسازی بریتانیایی است، که در سال ۲۰۰۷ تأسیس شد.